# Mouad Dahak
Mouad Dahak (en arabe : معاد ضحاك), né le 22 juillet 2005 à Casablanca (Maroc), est un footballeur international marocain jouant au poste d'ailier gauche au Raja Club Athletic, en prêt de l'US Touarga.

## Biographie

### En club
Mouad Dahak voit le jour le 22 juillet 2005 à Casablanca. En 2014, il intègre l'école du football du wydad de casablanca  puis l’Académie Mohammed VI de football sous la direction de Nasser Larguet.
Lors de la saison 2022-2023, il fait parler de lui lors du Tournoi Mohammed VI, lorsqu'il est élu meilleur joueur en fin de tournoi, avec la présence de plusieurs académies européennes. Il reçoit également l'intérêt de plusieurs clubs français,.
En janvier 2024, il s'engage définitivement à l'US Touarga. Il commence alors sa carrière professionnelle en première division marocaine au milieu de la saison 2023-2024, entrant en jeu pour la première fois le 7 février 2024 contre la Renaissance Club Athletic Zemamra (victoire, 1-2).
Lors de la saison 2024-2025, il se révèle comme l'un des espoirs à suivre au sein du championnat marocain. Cependant, le club refuse de le libérer lors du mercato hivernal.
Le 6 août 2025, il rejoint son club de cœur, le Raja Club Athletic, au titre de prêt d'une saison avec option d'achat.

### En sélection
Mouad Dahak est international marocain à partir de la sélection des moins de 20 ans sous la houlette du sélectionneur Mohammed Ouahbi.
En novembre 2024, il remporte le Championnat d'Afrique du Nord des nations et se qualifie pour la prochaine Coupe d'Afrique. Lors de ce tournoi, il inscrit deux buts et délivre deux passes décisives en quatre rencontres,. Il est également élu meilleur joueur du match contre l'Égypte des moins de 20 ans et la Libye des moins de 20 ans,.
En avril 2025, il est sélectionné pour prendre part à la Coupe d'Afrique des moins de 20 ans en Égypte,. Il fait alors partie des joueurs marocains à suivre, selon la presse internationale,.

## Palmarès

### En sélection
- Maroc -20 ans
  - Championnat d'Afrique du Nord des nations
    -  Champion en 2024[6]

  - Coupe d'Afrique des nations
    -  Finaliste en 2025

### Distinctions personnelles
- 2023 : Meilleur joueur du Tournoi Mohammed VI avec l'Académie MVI[7],[8]